# Lista de chefes de Estado e de governo que morreram em acidentes aéreos
Esta é uma lista de chefes de Estado e chefes de governo que morreram em acidentes e incidentes aéreos, geralmente durante o mandato.

## Chefes de Estado
| Imagem | Nome                         | Título                                                             | Data                    | Local                | País                       | Tipo                    | Modelo da aeronave                   |
| ------ | ---------------------------- | ------------------------------------------------------------------ | ----------------------- | -------------------- | -------------------------- | ----------------------- | ------------------------------------ |
|        | José Félix Estigarribia      | Presidente do Paraguai                                             | 7 de setembro de 1940   | Altos                | Paraguai                   | Acidente de avião       | Potez 25                             |
|        | Duy Tân                      | ex-Imperador de Đại Nam sob protetorado francês de Aname e Tonquim | 26 de dezembro de 1945  | Lobaye, Ubangi-Shari | África Equatorial Francesa | Acidente de avião       |                                      |
|        | Ramon Magsaysay              | Presidente das Filipinas                                           | 17 de março de 1957     | Balamban, Cebu       | Filipinas                  | Acidente de avião       | Douglas C-47 Skytrain                |
|        | Nereu Ramos                  | ex-Presidente do Brasil                                            | 16 de junho de 1958     | São José dos Pinhais | Brasil                     | Acidente de avião       | Convair CV-440 Metropolitan          |
|        | Abdul Salam Arif             | Presidente do Iraque                                               | 13 de abril de 1966     | Bagdá                | Iraque                     | Acidente de avião       | de Havilland Dove                    |
|        | Humberto Castelo Branco      | ex-Presidente do Brasil                                            | 18 de julho de 1967     | Fortaleza            | Brasil                     | Acidente de avião       | Piper PA-23                          |
|        | René Barrientos Ortuño       | Presidente da Bolívia                                              | 27 de abril de 1969     | Arque                | Bolívia                    | Acidente de helicóptero | Hiller OH-23                         |
|        | Ahmed Ould Bouceif           | Líder da Junta Militar da Mauritânia                               | 27 de janeiro de 1979   | Dacar                | Senegal                    | Acidente de avião       | de Havilland Canada DHC-4 Caribou    |
|        | Jaime Roldós Aguilera        | Presidente do Equador                                              | 24 de maio de 1981      | Huairapungo          | Equador                    | Acidente de avião       | Beechcraft Super King Air            |
|        | Omar Efraín Torrijos Herrera | Líder Militar do Panamá                                            | 31 de julho de 1981     | Penonomé             | Panamá                     | Acidente de avião       | De Havilland Canada DHC-6 Twin Otter |
|        | Samora Moisés Machel         | Presidente de Moçambique                                           | 19 de outubro de 1986   | Mbuzini              | África do Sul              | Acidente de avião       | Tupolev Tu-134                       |
|        | Muhammad Zia-ul-Haq          | Presidente do Paquistão                                            | 17 de agosto de 1988    | Bahawalpur           | Paquistão                  | Acidente de avião       | Lockheed C-130 Hercules              |
|        | Juvénal Habyarimana          | Presidente de Ruanda                                               | 6 de abril de 1994      | Quigali              | Ruanda                     | Abate de avião          | Dassault Falcon 50                   |
|        | Cyprien Ntaryamira           | Presidente do Burundi                                              | 6 de abril de 1994      | Quigali              | Ruanda                     | Abate de avião          | Dassault Falcon 50                   |
|        | Boris Trajkovski             | Presidente da Macedônia do Norte                                   | 26 de fevereiro de 2004 | Mostar               | Bósnia e Herzegovina       | Acidente de avião       | Beechcraft Super King Air            |
|        | Muhammadu Maccido            | Sultão do Estado de Socoto                                         | 29 de outubro de 2006   | Abuja                | Nigéria                    | Acidente de avião       | Boeing 737                           |
|        | Lech Kaczyński               | Presidente da Polônia                                              | 10 de abril de 2010     | Smolensk             | Rússia                     | Acidente de avião       | Tupolev Tu-154                       |
|        | Ryszard Kaczorowski          | Último presidente do Governo polonês no exílio                     | 10 de abril de 2010     | Smolensk             | Rússia                     | Acidente de avião       | Tupolev Tu-154                       |
|        | Sebastián Piñera             | ex-Presidente do Chile                                             | 6 de fevereiro de 2024  | Lago Ranco           | Chile                      | Acidente de helicóptero | Robinson R44                         |

## Chefes de governo
| Imagem | Nome                   | Título                                         | Data                  | Local           | País                      | Tipo                      | Modelo da aeronave          |
| ------ | ---------------------- | ---------------------------------------------- | --------------------- | --------------- | ------------------------- | ------------------------- | --------------------------- |
|        | Arvid Lindman          | ex-Primeiro-ministro da Suécia                 | 9 de dezembro de 1936 | Croydon, Surrey | Reino Unido               | Acidente de avião         | Douglas DC-2                |
|        | Władysław Sikorski     | Primeiro-ministro da Polônia (no exílio)       | 4 de julho de 1943    | Gibraltar       | Reino Unido               | Acidente de avião         | Consolidated B-24 Liberator |
|        | Barthélemy Boganda     | Primeiro-ministro da República Centro-Africana | 29 de março de 1959   | Boukpayanga     | República Centro-Africana | Acidente de avião         | Nord Noratlas               |
|        | Joël Rakotomalala      | Primeiro-ministro de Madagáscar                | 30 de julho de 1976   | Antsirabe       | Madagáscar                | Acidente de helicóptero   | Aérospatiale Alouette III   |
|        | Džemal Bijedić         | Primeiro-ministro da Iugoslávia                | 18 de janeiro de 1977 | Kreševo         | Iugoslávia                | Acidente de avião         | Learjet 25                  |
|        | Francisco Sá Carneiro  | Primeiro-ministro de Portugal                  | 4 de dezembro de 1980 | Camarate        | Portugal                  | Acidente de avião         | Cessna 421                  |
|        | Rashid Karami          | Primeiro-ministro do Líbano                    | 1 de junho de 1987    | Beirute         | Líbano                    | Bombardeio de helicóptero | Aérospatiale SA-330 Puma    |
|        | Abdul Rahim Ghafoorzai | Primeiro-ministro da Aliança do Norte Afegã    | 21 de agosto de 1997  | Bamyan          | Afeganistão               | Acidente de avião         | Antonov An-32               |
|        | Ebrahim Raisi          | Presidente do Irã                              | 19 de maio de 2024    | Varzaqan        | Irã                       | Acidente de helicóptero   | Bell 212                    |

## Organizações internacionais
| Imagem | Nome             | Título                             | Data                   | Local | País                                | Tipo              | Modelo da aeronave |
| ------ | ---------------- | ---------------------------------- | ---------------------- | ----- | ----------------------------------- | ----------------- | ------------------ |
|        | Dag Hammarskjöld | Secretário-geral das Nações Unidas | 18 de setembro de 1961 | Ndola | Federação da Rodésia e Niassalândia | Acidente de avião | Douglas DC-6       |